# Shottesbrooke
Shottesbrooke – wieś i civil parish w Anglii, w Berkshire, w dystrykcie (unitary authority) Windsor and Maidenhead. W 2011 civil parish liczyła 141 mieszkańców.